# Secrets of the Furious Five
Kung Fu Panda: Secrets of the Furious Five is een korte animatiefilm, geproduceerd door DreamWorks Animation. De film is een spin-off van de film Kung Fu Panda en geeft een kijkje in de achtergrond van de Furious Five. De film werd aanvankelijk uitgebracht als extraatje op de deluxe dvd-uitgave van de originele film, maar is sinds maart 2009 ook afzonderlijk op dvd te krijgen.

## Verhaal
Het verhaal in de film is een raamvertelling. Po krijgt van Meester Shifu een nieuwe opdracht; een groep jonge kinderen kungfules geven. De kinderen blijken getalenteerd, maar het ontbreekt hun aan inzicht dat het bij kungfu gaat om meer dan alleen vechten. Om hun duidelijk te maken wat voor eigenschappen bij kungfu nog meer gelden, vertelt Po de kinderen de geschiedenis van elk van de vijf leden van de Furious Five;

### Mantis
Mantis (een bidsprinkhaan) was eerst een zeer ongeduldig krijger, die overhaaste conclusies trok, niet luisterde en nergens op kon wachten. Deze houding zorgt ervoor dat hij op een dag gevangen wordt door een groep rovers. Tijdens zijn dagenlange opsluiting in een kooi leert hij geduld te hebben. Hij gebruikt dit om de rovers te misleiden door ze te laten denken dat hij dood is. Als ze zijn kooi openen, overmeestert hij ze.

### Viper
Viper was de eerste adder ooit die werd geboren zonder giftanden. Daardoor denkt vooral haar vader dat ze nooit een goede beschermer voor haar dorp zou kunnen worden, zoals hij en de eerdere voorouders dat waren geweest. Dit maakt haar erg verlegen. Ze leert zichzelf ritmische gymnastiek om haar vader te laten glimlachen. Op een dag wordt hij verslagen door een vijandige gorilla. Viper verzamelt de moed om die gorilla te bevechten. Ze verslaat hem en bewijst zo zichzelf.

### Crane
Crane (een kraanvogel) was aanvankelijk conciërge in de kungfu-academie. Een van de leerlingen, Mei Ling, moedigt hem aan zelf te proberen kungfu te leren, maar Crane aarzelt om mee te doen aan de toelatingstest. Als hij dat uiteindelijk toch doet, blijkt dat hij, mede dankzij zijn (in verhouding tot de andere studenten) magere lichaam, gemakkelijk het zware obstakelparcours doorstaat. Dat geeft hem het zelfvertrouwen dat ook hij een kungfumeester kon worden.

### Tigress
Tigress groeide op in een weeshuis, waar ze gevreesd werd omdat ze het enige roofdier was, en haar enorme kracht niet kon beheersen. Niemand wilde haar adopteren. Het weeshuispersoneel besluit uiteindelijk de hulp van meester Shifu in te roepen om haar te trainen. Hij leert haar discipline en zelfbeheersing waarna ze eindelijk geaccepteerd wordt door de andere wezen. Uiteindelijk adopteert Shifu haar.

### Monkey
Monkey was ooit een lastpost die zijn dorp voortdurend terroriseerde met practical jokes. De dorpelingen proberen hem tevergeefs te verjagen. Pas nadat Meester Oogway Monkey verslaat, en de oorzaak van zijn asociale gedrag - een vernederende ervaring in zijn jeugd - ontdekt, komt Monkey tot inkeer. Oogway leert hem voortaan mededogen voor anderen te tonen.

### Slot
Als Po alle verhalen heeft verteld, komt Shifu terug. Hij is verbaasd om te zien hoe goed het Po is vergaan op zijn eerste dag als leraar. Wanneer de kinderen Po vragen hoe zijn eerste trainingsdag was, krijgt hij nare flashbacks aan de vervelende trainingsmethodes die Shifu op hem toepaste. Tegenover de kinderen zegt Po echter trots dat het een geweldige ervaring was.

## Rolverdeling
- Jack Black – Po
- Dustin Hoffman – Shifu
- Will Shadley – nerd konijn
- Eamon Pirruccello – ongeduldig konijn
- Grace Rolek – verlegen konijn
- Max Koch – jonge Mantis
- Jessica Di Cicco – jonge Viper
- David Cross – Crane
- Tara Strong –jonge Tigress
- Jaycee Chan – jonge Monkey
- Randall Duk Kim –Oogway

## Prijzen en nominaties
In 2009 won Kung Fu Panda: Secrets of the Furious Five vier Annie Awards:
- Best Character Animation in a Television Production or Short Form
- Best Character Design in an Animated Television Production or Short Form
- Best Music in an Animated Television Production or Short Form
- Best Production Design in an Animated Television Production or Short Form

De film werd in nog vier andere categorieën genomineerd.